# Berg am Irchel
Berg am Irchel é uma comuna da Suíça, no Cantão Zurique, com cerca de 598 habitantes. Estende-se por uma área de 7,06 km², de densidade populacional de 85 hab/km². Confina com as seguintes comunas: Buch am Irchel, Flaach, Freienstein-Teufen, Rüdlingen (SH), Volken.
A língua oficial nesta comuna é o Alemão.